# یواس‌اس کنگرس (۱۷۹۹)
یواس‌اس کنگرس (۱۷۹۹) (به انگلیسی: USS Congress (1799)) یک کشتی بود که طول آن ۱۶۴ فوت (۵۰ متر) بود. این کشتی در سال ۱۷۹۹ ساخته شد.